# كفر زين الدين
كفر زين الدين إحدى قرى مركز قويسنا التابع لمحافظة المنوفية في جمهورية مصر العربية.

## السكان
بلغ عدد سكان كفر زين الدين 4,080 نسمة، حسب الإحصاء الرسمي لعام 2006.